# Almsavflugor
Almsavflugor (Aulacigasteridae) är en familj av tvåvingar. Almsavflugor ingår i ordningen tvåvingar, klassen egentliga insekter, fylumet leddjur och riket djur.
Familjen innehåller bara släktet Aulacigaster.